# Prix Louis-Le-Bourg
Le prix Louis-Le-Bourg est une course hippique de trot monté qui se déroule en février sur l'hippodrome de Vincennes à Paris.
C'est une course de Groupe II réservée aux chevaux de 4 ans, hongres exclus, ayant gagné au moins 13 000 € (conditions en 2025).
Depuis 2008, elle se court sur la distance de 2 850 mètres (grande piste). Avant 2008, la distance était inférieure : de 1994 à 2007, elle était de 2 700 mètres, de 1985 à 1993, de 2 650 mètres et antérieurement de 2 600 mètres. L'allocation s'élève à 120 000 €, dont 54 000 € pour le vainqueur.
Créée en février 1948 et remplaçant dans le calendrier le prix de Granville aux conditions similaires, l'épreuve honore la mémoire de Louis Le Bourg, éleveur, membre du comité de la Société du demi-sang et maire de Reux, mort le 18 septembre 1917 à 74 ans.

## Palmarès depuis 1962
| Année | Vainqueur          | Père               | Jockey                   | Entraîneur               | Réd.km |
| ----- | ------------------ | ------------------ | ------------------------ | ------------------------ | ------ |
| 2025  | Little Orélie      | Feeling Cash       | Mathieu Mottier          | Mathieu Mottier          | 1'13"7 |
| 2024  | Kyrielle des Vaux  | Rolling d'Héripré  | Guillaume Lenain         | Charley Mottier          | 1'13"5 |
| 2023  | J'Adore            | Goetmals Wood      | Alexis Colette           | Pierre Belloche          | 1'13"5 |
| 2022  | Indigo du Poret    | Dollar Macker      | Éric Raffin              | Yannick-Alain Briand     | 1'13"8 |
| 2021  | Hallix             | Roc Meslois        | Éric Raffin              | Guillaume Gillot         | 1'13"6 |
| 2020  | Grâce de Faël      | Sam Bourbon        | Alexandre Abrivard       | Thierry Duvaldestin      | 1'13"9 |
| 2019  | Freeman de Houelle | Vigove             | Yoann Lebourgeois        | Franck Leblanc           | 1'14"  |
| 2018  | Everly             | Quarlos            | Antoine Dabouis          | Michel Dabouis           | 1'14"7 |
| 2017  | Durzie             | Jag de Bellouet    | Alexandre Abrivard       | Laurent-Claude Abrivard  | 1'15"6 |
| 2016  | Canadien d'Am      | Ready Cash         | Mathieu Mottier          | Franck Leblanc           | 1'14"1 |
| 2015  | Bikini des Molands | Gai Brillant       | Anthony Dollion          | Anthony Dollion          | 1'15"3 |
| 2014  | À Nous Deux        | Goetmals Wood      | Nathalie Henry           | Ronny Kuiper             | 1'15"3 |
| 2013  | Valse Castelets    | Memphis du Rib     | David Thomain            | Joël Hallais             | 1'14"7 |
| 2012  | Un Team de Nacre   | First de Retz      | Éric Raffin              | Vincent Lacroix          | 1'15"1 |
| 2011  | Téquila Cocktail   | Coktail Jet        | Franck Nivard            | Franck Leblanc           | 1'14"8 |
| 2010  | Saphir d'Haufor    | Jag de Bellouet    | Damien Bonne             | Christian Bigeon         | 1'15"5 |
| 2009  | Rex Normanus       | Latinus            | Yoann Lebourgeois        | Paul Viel                | 1'15"1 |
| 2008  | Quartz de Calendes | Éclair de Vandel   | Pierre-Yves Verva        | Christopher Nicole       | 1'15"6 |
| 2007  | Picsou de Villabon | Speed Clayettois   | Ludovic Mollard          | Patrick Labrousse        | 1'15"7 |
| 2006  | Option Force       | Goetmals Wood      | Philippe Masschaele      | Luc Roelens              | 1'16"  |
| 2005  | Nancy Menuet       | Goetmals Wood      | Éric Raffin              | Yannick Gervais          | 1'17"2 |
| 2004  | Migraine           | Alligator          | Nathalie Henry           | Bernard Desmontils       | 1'17"3 |
| 2003  | Latinus            | Dahir de Prélong   | Jean-Loïc-Claude Dersoir | Joël Hallais             | 1'18"2 |
| 2002  | King du Perthois   | Podosis            | Jean-Loïc-Claude Dersoir | Jean-Loïc-Claude Dersoir | 1'18"6 |
| 2001  | Jasmin de Flore    | Vivier de Montfort | Jean-Michel Bazire       | Michaël-Jean Ruault      | 1'17"5 |
| 2000  | Incisif Gédé       | Blue Eyes America  | Laurent-Claude Abrivard  | Patrick-Marc Mottier     | 1'20"3 |
| 1999  | Holly du Locton    | Viking's Way       | Jean-Paul Piton          | Philippe Allaire         | 1'17"2 |
| 1998  | Gai Brillant       | Podosis            | Jean-Philippe Mary       | Philippe Allaire         | 1'17"4 |
| 1997  | Fanion du Coq      | Rokardo            | Philippe Gillot          | Philippe Gillot          | 1'18"6 |
| 1996  | En Vrie            | Opus Dei           | Yves Dreux               | Roger Baudron            | 1'18"8 |
| 1995  | Don Paulo          | Hurgo              | Philippe Gillot          | Marie-Dominique Fairand  | 1'19"9 |
| 1994  | Cumina             | Minou du Donjon    | François Roussel         | Jean-Pierre Dubois       | 1'20"8 |
| 1993  | Blue Dream         | Pershing           | Jean-Philippe Mary       | Philippe Allaire         | 1'19"5 |
| 1992  | Athos du Houlbet   | Marco Bonheur      | Alain Laurent            | Paul Viel                | 1'18"8 |
| 1991  | Vivier de Montfort | Kronos du Vivier   | Jean-Marie Monclin       | Christian Bigeon         | 1'20"2 |
| 1990  | Un Beau Brun       | Nicos du Vivier    | Michel Lenoir            | Ulf Nordin               | 1'19"8 |
| 1989  | Tristan d'Essarts  | Jiosco             | Alain Laurent            | Stig Engberg             | 1'21"6 |
| 1988  | Suhlano            | Chabibou           | Michel-Marcel Gougeon    | Jan Kruithof             | 1'20"8 |
| 1987  | Raja de Bellouet   | Ura                | Yves Dreux               | Gérard Mottier           | 1'20"4 |
| 1986  | Querfeu            | Feu Vert           | Pierre Levesque          | Jean-Pierre Léger        | 1'22"2 |
| 1985  | Pink Star          | Volnay             | Jean-Claude Hallais      | Paul Essartial           | 1'22"2 |
| 1984  | Opimius            | Brutus Lucius      | Jean-Claude Hallais      | Roger Baudron            | 1'21"7 |
| 1983  | Noiraud des Étangs | Darold II          | Philippe Gillot          | Yves Portois             | 1'21"3 |
| 1982  | Mabrouka           | Balfour            | Yves Dreux               | Ali Hawas                | 1'21"6 |
| 1981  | Lipizzan           | Darold II          | Alain Laurent            | Xavier Cavey             | 1'23"1 |
| 1980  | Kaiser Trot        | Canino             | Yvon Martin              | Joël Hallais             | 1'21"7 |
| 1979  | Jordaens           | Ura                | Alain Laurent            | Stig Engberg             | 1'21"9 |
| 1978  | Idylle du Corta    | Quioco             | Michel Lenoir            | Alain Roussel            | 1'22"5 |
| 1977  | Hyacinthe          | Umuse P            | Jean-Claude Rivault      |                          | 1'22"  |
| 1976  | Gazon              | Quasipyl           | Gérard Mascle            |                          | 1'22"4 |
| 1975  | Florisuge          | Taglioni           | Philippe Békaert         |                          | 1'23"  |
| 1974  | Elpénor            | Quico              | Jean Mary                |                          | 1'22"3 |
| 1973  | Dor                | Harold D II        | Jean Mary                |                          |        |
| 1972  | Camille II         | Orphée             | Jean Mary                |                          | 1'21"2 |
| 1971  | Bamba              | Grenadier IV       | André Bourcier           |                          | 1'22"1 |
| 1970  | Ajaccien           | Mario              | Louis Sauvé              |                          | 1'22"4 |
| 1969  | Vaissa             | Écusson            | François Brohier         |                          | 1'22"8 |
| 1968  | Ugoline VIII       | Nivôse             | François Ballière        |                          | 1'22"  |
| 1967  | Tabriz             | Feu Follet X       | Pierre Giffard           |                          | 1'22"7 |
| 1966  | Sablon             | Carioca II         | Gérard Mascle            |                          | 1'24"4 |
| 1965  | Rembrandt II       | Ogaden             | René Fabre               |                          |        |
| 1964  | Quito              | Carioca II         | Jean Mary                |                          | 1'23"4 |
| 1963  | Pinochle           | Quinio             | Marcel Perlbarg          |                          |        |
| 1962  | Ozo                | Vermont            | François Brohier         | Roger Massue             | 1'21"4 |

## Sources
- Pour les conditions de course et les dernières années du palmarès : site de la SETF
- Pour les courses plus anciennes : archives des quotidiens  (Ouest-France, Sud-Ouest…)